# Daniel Vigneux
Pour les articles homonymes, voir Vigneux.
Daniel Vigneux, né le 19 mars 1912 à Rugles et Mort pour la France le 28 janvier 1946 à Buôn Ma Thuột, est un militaire et résistant français, Compagnon de la Libération. 

## Biographie

### Jeunesse et engagement
Fils d'un maçon et d'une lingère, Daniel Vigneux naît le 19 mars 1912 à Rugles, dans l'Eure. D'abord ajourné en 1932, il débute finalement son service militaire en 1934 au 5e régiment d'infanterie et décide de s'engager à l'issue de celui-ci. Promu sergent en décembre 1935, il est muté au 2e régiment d'infanterie coloniale en avril 1938 et part pour l'Afrique-Occidentale française avant de passer au bataillon de tirailleurs sénégalais no 3 à Cotonou durant l'été de la même année.

### Seconde Guerre mondiale
Resté en Afrique avec son unité, Daniel Vigneux, promu sergent-chef en avril 1940, ne participe ni à la drôle de guerre, ni à la bataille de France. Lorsqu'il apprend le ralliement de l'Afrique-Équatoriale française voisine au général de gaulle, il décide lui-aussi de rejoindre la France libre. Alors en poste au cercle de Bilma, au Niger, il traverse le désert à dos de dromadaire pour se rendre au Tchad où il arrive le 22 septembre 1940. Il s'engage alors dans les forces françaises libres et est affecté au Régiment de tirailleurs sénégalais du Tchad (RTST) avec lequel il participe à la bataille de Koufra et à la guerre du désert. Promu adjudant en avril 1942, il suit les cours d'élève-officier et devient aspirant en août suivant. Il est alors muté au bataillon de marche no 1 et poursuit la guerre du désert en Libye avant de prendre part à la campagne de Tunisie au début de l'année 1943,.
Lors de la constitution de la 2e division blindée au Maroc durant l'été 1943, Daniel Vigneux retrouve ses camarades métropolitains du RTST avec lesquels il forme le tout nouveau régiment de marche du Tchad. Promu sous-lieutenant, Vigneux et sa nouvelle unité se déplacent en Angleterre en vue du débarquement allié en Europe. Débarqué sur Utah Beach le 1er août 1944, il participe à la bataille de Normandie et s'y distingue en participant le 11 août suivant à la libération du village d'Ancinnes, faisant de nombreux prisonniers et obtenant une citation à l'ordre de la division,. Après la libération de Paris, il est engagé dans la bataille des Vosges où il gagne une citation à l'ordre de la brigade le 14 septembre lors de la bataille de Dompaire en s'exposant dangereusement aux tirs d'artillerie allemands afin d'assurer des liaisons efficaces entre les différentes unités françaises. Quelques jours et quelques kilomètres plus tard, le 1er novembre à Herbéviller, il est blessé à la poitrine par des éclats d'obus alors qu'il venait de prendre le commandement d'une section venant de perdre son chef et qu'il menait sa position sous un violent tir d'artillerie. 

### Après-Guerre
Après la victoire en Europe, le lieutenant Vigneux demande à faire partie du Corps expéditionnaire français en Extrême-Orient et, affecté à l'état-major du Groupement de marche de la 2e division blindée, débarque en Indochine à la fin de l'année 1945. Le 28 janvier 1946, alors qu'il mène une section au combat sur un col à proximité de Buôn Ma Thuột, Daniel Vigneux est tué par un tir Việt Minh. Rapatrié, il est inhumé dans son village natal de Rugles.

## Décorations
|  |  |  |
|  |  |  |
|  |  |  |
|  |  |  |

| Chevalier de l'ordre de la Légion d'honneur                          | Chevalier de l'ordre de la Légion d'honneur                          | Chevalier de l'ordre de la Légion d'honneur                          | Compagnon de la Libération Par décret du 13 juillet 1945 | Compagnon de la Libération Par décret du 13 juillet 1945 | Compagnon de la Libération Par décret du 13 juillet 1945 | Croix de guerre 1939-1945 Avec une étoile d'argent et une étoile de bronze                     | Croix de guerre 1939-1945 Avec une étoile d'argent et une étoile de bronze                     | Croix de guerre 1939-1945 Avec une étoile d'argent et une étoile de bronze                     |
| Croix de guerre des Théâtres d'opérations extérieurs Avec une palme  | Croix de guerre des Théâtres d'opérations extérieurs Avec une palme  | Croix de guerre des Théâtres d'opérations extérieurs Avec une palme  | Médaille des blessés de guerre                           | Médaille des blessés de guerre                           | Médaille des blessés de guerre                           | Médaille de la Résistance française Avec rosette                                               | Médaille de la Résistance française Avec rosette                                               | Médaille de la Résistance française Avec rosette                                               |
| Croix du combattant volontaire Avec agrafe "Guerre 1939-1945"        | Croix du combattant volontaire Avec agrafe "Guerre 1939-1945"        | Croix du combattant volontaire Avec agrafe "Guerre 1939-1945"        | Croix du combattant volontaire de la Résistance          | Croix du combattant volontaire de la Résistance          | Croix du combattant volontaire de la Résistance          | Médaille coloniale Avec agrafes "AOF", "Fezzan", "Tripolitaine", "Tunisie" et "Extrême-Orient" | Médaille coloniale Avec agrafes "AOF", "Fezzan", "Tripolitaine", "Tunisie" et "Extrême-Orient" | Médaille coloniale Avec agrafes "AOF", "Fezzan", "Tripolitaine", "Tunisie" et "Extrême-Orient" |
| Médaille commémorative des services volontaires dans la France libre | Médaille commémorative des services volontaires dans la France libre | Médaille commémorative des services volontaires dans la France libre | Médaille commémorative française de la guerre 1939-1945  | Médaille commémorative française de la guerre 1939-1945  | Médaille commémorative française de la guerre 1939-1945  | Médaille commémorative de la campagne d'Indochine                                              | Médaille commémorative de la campagne d'Indochine                                              | Médaille commémorative de la campagne d'Indochine                                              |

## Hommages
- À Fréjus, son nom est inscrit sur le Mur du souvenir des guerres en Indochine[7].
- À Paris, sur la place du 25-Août-1944, son nom figure sur le monument commémoratif de la 2e DB[8].